# Magic Unlimited

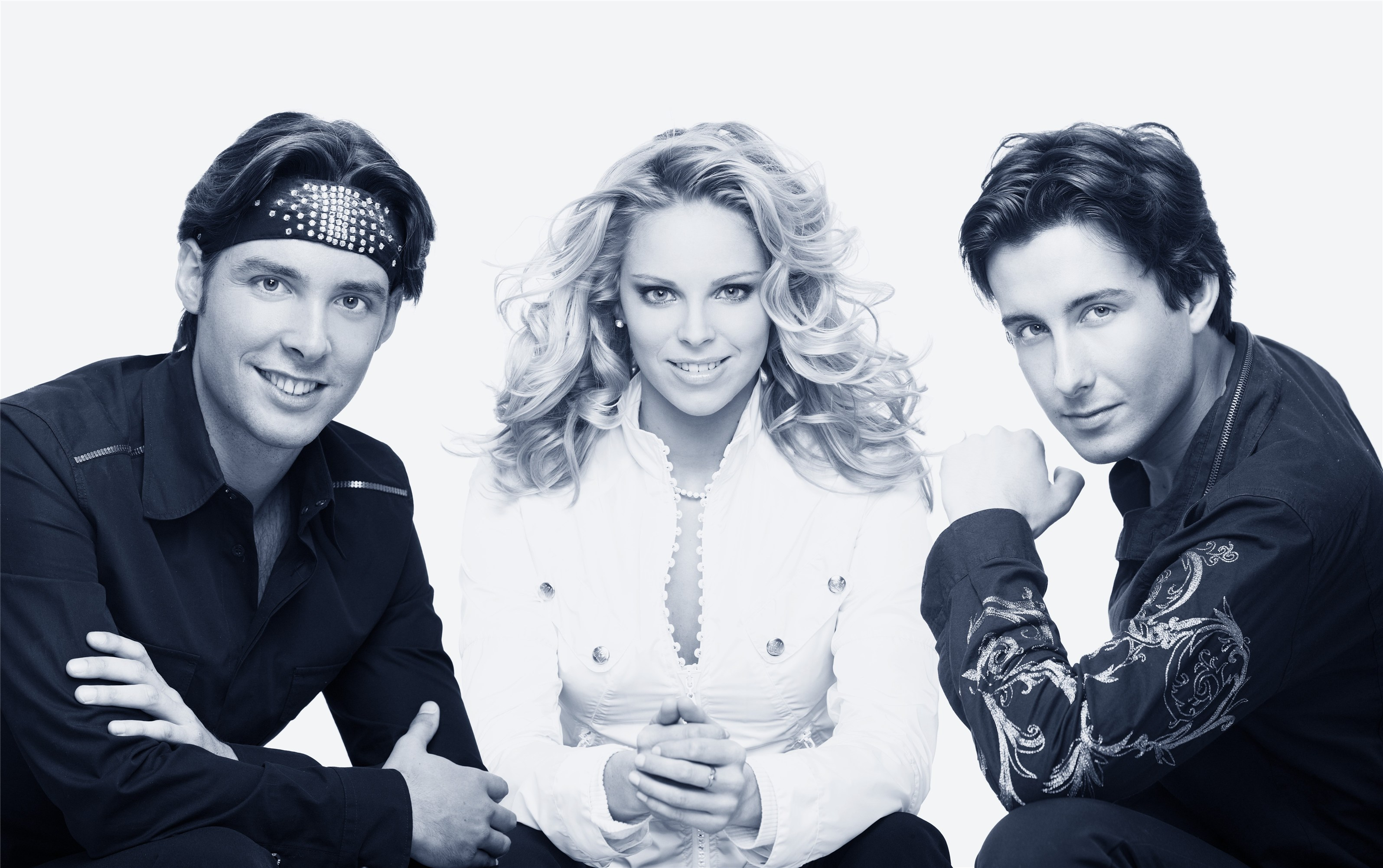
Oscar Kazàn (links), Maartje van Olst en Renzo Kazàn.

Magic Unlimited was een Nederlands illusionistentrio bestaande uit Oscar Kazàn, Renzo Kazàn en Maartje van Olst, bekend als Oscar, Renzo en Mara. Tussen 1996 en 2023 waren ze actief.
Oscar en Renzo zijn twee zonen van goochelaar Hans Kazàn. Renzo en Mara hebben sinds 2002 een relatie. Ze trouwden in 2010, na een verloving van twee jaar, en hebben twee zoons.
Magic Unlimited heeft van 15 oktober 2014 tot 15 februari 2015 opgetreden in het theater Wintergarten in Berlijn. Verder zijn ze beroemd in Frankrijk, Spanje, België, Indonesië, Zuid-Korea, Monaco en China.
In de zomer van 2016 gaven Oscar, Renzo en Mara samen met vader Hans en broer Steven onder de naam Kazàn, The Amazing Magic Family zestien shows in Venlo.

## Bijzonderheden
- Oscar, Renzo & Mara zijn de jongste illusionisten ter wereld die ooit optraden in Las Vegas.
- In 2004 ontvingen zij drie internationale onderscheidingen uit handen van prins Albert van Monaco.
- Van 2001 tot en met 2006 waren ze met hun eigen televisieshows te zien bij de TROS.
- In 2004 werden hun tv-shows uitgezonden in Indonesië en in 2005 in Zuid-Korea.